# نفتبازا (جمهوری آلتای)
نفتبازا (به لاتین: Neftebaza) یک منطقهٔ مسکونی در روسیه است که در جمهوری آلتای واقع شده‌است.